# Boliviano
Boliviano, er møntfoden i Bolivia. Til 1 boliviano går der 100 centavos. Møntfoden er opkaldt efter Simon Bolivar.

## Historisk oversigt
Boliviano blev indført som møntfod i Bolivia første gang i 1864, hvor den erstattede møntfoden Sol (flertal: soles). Én boliviano svarede til otte soles og en halv scudo. Fra begyndelsen blev en boliviano opdelt i 100 centécimos, som blev ændret til centavos i 1870. Bolivar blev også brugt som en enhed svarende til 10 bolivianos. 
Den bolivianske boliviano var til at starte med låst fast til den franske franc 1:5 (1 boliviano 5 francs). Den 31. december 1908 blev den bolivianske møntfod låst fast til den internationale guld standard hver 12½ bolivianos var lig med 1 britisk pund.
I 1940 blev kursen sat til mellem 40 og 55 bolivianos til 1 amerikansk dollar, men bolivianoen fortsatte med at falde i værdi. Derfor blev der 1963 inført en ny møntfod: den bolivianske peso. peso boliviano (ISO 4217: BOP) blev sat til kursen 1:1000 (1 U.S. dollar: 1000 bolivianske pesos). 
Boliviano blev genindført som møntfod i Bolivia i pr. 1. januar 1987.

## Mønter
Der er præget mønter i 1 centavo, 5 centavos, 10 centavos, 25 centavos, 1 boliviano, 2 bolivianos og 5 bolivianos og 10 balivianos

## Sedler
I 1873 blev de første bolivianske banksedler udgivet af Banco Nacional de Bolivia med pålydende værdier af 1, 5, 10, 20, 50 og 100 bolivianos. 20 og 40 centavos sedler blev også udgivet fra 1875. Banksedler blev også udgivet af de private banker Banco Agricola (dansk: Landbrugsbanken), Banco de Bolivia y Londres, Banco del Comercio (dansk: Handelsbanken), Banco Francisco Argandoña, Banco Industrial de La Paz (senere Banco Industrial, dansk: Industribanken), Banco Mercatil (dansk: Markedsbanken) og Banco Potosí, med en pålydende værdi af 1, 5, 10, 20, 50 og 100 bolivianos. Den sidste udgivelse af sedler fra en privat bank var i 1911.

Der er i dag printet sedler lydende på 10 bolivianos, 20 bolivianos, 50 bolivianos, 100 bolivianos og 500 bolivianos. Der forefindes også 1000 bolivianos sedler, men disse er yderst sjældne.